# Liste der Einträge im National Register of Historic Places im Ashley County
Die Liste der Registered Historic Places im Arkansas County führt alle Bauwerke und historischen Stätten im Ashley County in Arkansas auf, die in das National Register of Historic Places aufgenommen wurden.

## Aktuelle Einträge
| Lfd. Nr. | Name                                        | Bild | Datum der Eintragung | Adresse/Lage                                                                               | Ort               | ID-Nr.    | Beschreibung |
| -------- | ------------------------------------------- | ---- | -------------------- | ------------------------------------------------------------------------------------------ | ----------------- | --------- | ------------ |
| 1        | Ashley County Courthouse                    |      | 26. Sep. 2023        | 205 East Jefferson St.                                                                     | Hamburg           | 100009391 |              |
| 2        | Bethel Cemetery                             |      | 5. Juni 2017         | Am Ende der Bethel Rd.; 5,6 km nördlich der Kreuzung von AR 52 und AR 53                   | Crossett Umgebung | 100001003 |              |
| 3        | W. R. Bunckley House                        |      | 17. März 1994        | 509 E. Parker St.                                                                          | Hamburg           | 94000189  |              |
| 4        | Crossett Experimental Forest Building No. 2 |      | 20. Okt. 1993        | AR 133 S of Crossett                                                                       | Crossett          | 93001084  |              |
| 5        | Crossett Experimental Forest Building No. 6 |      | 20. Okt. 1993        | AR 133 S of Crossett                                                                       | Crossett          | 93001085  |              |
| 6        | Crossett Experimental Forest Building No. 8 |      | 20. Okt. 1993        | AR 133 S of Crossett                                                                       | Crossett          | 93001086  |              |
| 7        | Crossett Methodist Church                   |      | 17. Feb. 2010        | 500 Main St.                                                                               | Crossett          | 10000018  |              |
| 8        | Crossett Municipal Auditorium               |      | 20. Sep. 2007        | 1100 Main St.                                                                              | Crossett          | 07000965  |              |
| 9        | Crossett Municipal Building                 |      | 20. Sep. 2007        | 307-309 Main St.                                                                           | Crossett          | 07000966  |              |
| 10       | Crossett Post Office                        |      | 8. Jan. 2003         | 125 Main St.                                                                               | Crossett          | 02001673  |              |
| 11       | Edward C. Crossett Youth Center             |      | 24. Jan. 2024        | 300 North Dr. Martin Luther King Jr. Dr.                                                   | Crossett          | 100009337 |              |
| 12       | Crossroads Fire Tower                       |      | 2. März 2006         | 2262 AR 133 N                                                                              | Hamburg           | 06000078  |              |
| 13       | Dean House                                  |      | 22. Dez. 1982        | Off US 165                                                                                 | Portland          | 82000797  |              |
| 14       | First United Methodist Church               |      | 27. Apr. 1992        | 204 S. Main                                                                                | Hamburg           | 92000388  |              |
| 15       | John P. Fisher House                        |      | 29. Sep. 1995        | Jct. of AR 278 and Co. Rd. 50, W of Bayou Bartholomew Bridge                               | Portland          | 95001141  |              |
| 16       | Hamburg Cemetery Historic Section           |      | 23. Sep. 2011        | 800 E. Parker St.                                                                          | Hamburg           | 11000684  |              |
| 17       | Hamburg Commercial Historic District        |      | 23. März 2009        | 100-200 block of E. Adams; 100 block N. Mulberry; 201 S. Mulberry; 201 and 205 N. Main St. | Hamburg           | 08001333  |              |
| 18       | Hamburg Presbyterian Church                 |      | 14. Mai 1991         | Jct. of Cherry and Lincoln Sts.                                                            | Hamburg           | 91000589  |              |
| 19       | Dr. M. C. Hawkins House                     |      | 28. März 1996        | 4684 AR 8                                                                                  | Parkdale          | 96000310  |              |
| 20       | Naff House                                  |      | 24. Juli 1992        | Jct. of 3rd Ave. and Fir St., NW corner                                                    | Portland          | 92000957  |              |
| 21       | Parkdale Baptist Church-AS0051              |      | 24. Jan. 2007        | 127 Bride St.                                                                              | Parkdale          | 06001285  |              |
| 22       | Parkdale Methodist Church                   |      | 5. Juni 2007         | S. Church St.                                                                              | Parkdale          | 07000505  |              |
| 23       | Portland United Methodist Church            |      | 18. Okt. 2006        | 300 N. Main St.                                                                            | Portland          | 06000942  |              |
| 24       | Pugh House                                  |      | 22. Dez. 1982        | Off US 165                                                                                 | Portland          | 82000798  |              |
| 25       | Sumner-White Dipping Vat                    |      | 2. März 2006         | 4 mi. E of jct. of AR 82 and CR 69; 0.5 mi. S in the woods at the Hunt Camp                | Hamburg           | 06000087  |              |
| 26       | Watson House                                |      | 28. Dez. 1977        | 300 N. Cherry                                                                              | Hamburg           | 77000242  |              |
| 27       | Watson-Sawyer House                         |      | 6. Dez. 1975         | 502 E. Parker St.                                                                          | Hamburg           | 75000373  |              |
| 28       | Dr. Robert George Williams House            |      | 4. Okt. 1984         | AR 8 and 209                                                                               | Parkdale          | 84000002  |              |